# Ступичне
Сту́пичне — село в Україні, в Мокрокалигірській сільській громаді Звенигородського району Черкаської області.
У селі є школа. Кожного року у селі проводять масові заходи.

## Географія
Селом тече струмок Безіменний.

## Історія
Селом володів Адріан Федорович Лопухін, який в 1856 р. продав його Київському губернатору генерал-лейтенанту П. І. Гессе.

## Населення
В селі проживає 674 людей, з яких значна частина — літні.

## Пам'ятки
У Ступичному є обеліск слави, до якого покладають квіти людям, які загинули під час Другої Світової війни, а також в Афганістані (Сергій Спільніченко).

## Люди
У селі народилися:
- Коваленко Леонід Антонович (1907—1985) — український історик, доктор історичних наук, професор
- Віктор Цимбал (1901—1968) — маляр, графік, театральний декоратор, громадський діяч.